# Vilhelm af Nederlandene (1840-1879)
Vilhelm af Nederlandene (4. september 1840 i Haag–11. juni 1879 i Paris) var Hollands kronprins og Luxembourgs arveprins i 1849–1879.
Han var det ældste barn af dronning Sophie (1818–1877) og kong Vilhelm 3. af Nederlandene (1817–1890).
Vilhelm blev kronprins, da hans far blev konge i 1849.
I 1873 forlovede prins Vilhelm sig med den 19-årige Anna Mathilda (kaldt: Mathilde) grevinde van Limburg Stirum (1854–1932). Både kongen og dronningen modsatte sig forbindelsen, og kronprins Vilhelm drog til Paris, hvor han levede et udsvævende liv.
Kronprins Vilhelm døde uden at efterlade sig en arving. Hans yngre bror Alexander af Nederlandene (1851–1884) efterfulgte ham som kronprins.
Efter prins Alexanders død blev deres halvsøster Vilhelmine af Nederlandene (1880–1962) tronfølger i Holland, mens en fjern slægtning Adolf, tidligere hertug af Nassau (1817–1905) blev tronfølger i Luxembourg. 
Pladsen som kronprins i Holland stod tom fra 1884. Den blev besat igen i 1980, da den nuværende konge Willem-Alexander af Nederlandene (født 1967) overtog posten.  